# Artiom Okułow
Artiom Maksimowicz Okułow (rus. Артём Максимович Окулов; ur. 5 maja 1994) – rosyjski sztangista, trzykrotny medalista mistrzostw świata.

## Kariera
W 2010 roku został złotym medalistą igrzysk olimpijskich młodzieży w Singapurze w wadze średniej (do 77 kg). Trzy lata później wywalczył brązowy medal w wadze lekkociężkiej (do 85 kg) podczas mistrzostw świata we Wrocławiu, przegrywając tylko ze swym rodakiem, Aptim Auchadowem i Iwanem Markowem z Bułgarii. W tym samym roku zdobył też srebro uniwersjady w Kazaniu. Następnie zajął trzecie miejsce na mistrzostwach świata w Ałmaty, plasując się za Irańczykiem Kianoushem Rostamim i Iwanem Markowem. W tej samej kategorii zdobył też złoty medal na mistrzostwach świata w Houston w 2015 roku, wyprzedzając Rostamiego i Auchadowa. Nie startował na igrzyskach olimpijskich.
Ma na swoim koncie złote medale mistrzostw świata juniorów i juniorów młodszych.

## Osiągnięcia
| Rok  | Zawody                         | Miasto   | Miejsce | Kategoria | Wynik  |
| ---- | ------------------------------ | -------- | ------- | --------- | ------ |
| 2010 | Igrzyska olimpijskie młodzieży | Singapur | 1.      | do 77 kg  | 327 kg |
| 2013 | Uniwersjada                    | Kazań    | 2.      | do 85 kg  | 371 kg |
| 2013 | Mistrzostwa świata             | Wrocław  | 3.      | do 85 kg  | 381 kg |
| 2014 | Mistrzostwa świata             | Ałmaty   | 3.      | do 85 kg  | 385 kg |
| 2015 | Mistrzostwa świata             | Houston  | 1.      | do 85 kg  | 391 kg |